# 가봉의 경제
가봉의 경제는 프랑스와의 강력한 연계, 대규모 외국인 투자, 숙련된 외국인 노동력에 대한 의존, 농업의 쇠퇴로 특징지어진다. 가봉은 대부분의 사하라 이남 아프리카 국가들에 비해 4배의 1인당 국민소득을 누리고 있는데, 가봉은 자원 채취 산업에 의존하여 인구의 많은 부분을 극심한 빈곤으로부터 해방시키고 있다.

## 자원
가봉은 1970년대 초 해안에서 석유가 발견되기 전까지 목재와 망간에 의존했다. 석유 부문은 현재 GDP의 50%, 수출의 80%를 차지한다. 최근 연안에서 발견됐지만 1997년 하루 37만 배럴(59,000 m3/d)의 정점에 달했던 석유 생산량은 지금은 감소하고 있으며, 저유가는 정부 수입과 경제에 부정적인 영향을 미치고 있다. 2012년에 가봉에는 6개의 활성 석유 굴착 장치가 있었다.
정부는 2012년 2007년 일시적으로 광석을 확보한 중국의 CMEC일 가능성이 가장 큰 광업자에게 광석을 양도하기 전에 벨링가 부지에 철광석이 얼마나 들어 있는지를 정확하게 재평가하겠다고 발표했다.

## 재정 문제
트랜스가봉 철도에 대한 과도한 지출과 1994년의 프랑스 CFA 평가 절하는 부채 문제를 야기했다. 가봉은 파리 클럽과 국제 통화 기금(IMF)으로부터 부채와 수익 관리로 좋지 않은 평판을 받았다. IMF 공관들 (지금은 소멸된 EFF 프로그램과 관련)은 정부가 (좋은 시절과 나쁜 시절 중) 예산에 너무 많은 돈을 쓰고, 중앙은행으로부터 과도하게 돈을 빌리고, 민영화와 행정개혁 일정을 놓치고 있다고 비판해 왔다.
가봉의 석유 수입은 1인당 국내총생산(GDP)이 1만 달러를 넘었는데, 가봉은 이 지역에서 이례적으로 높은 수치이다. 반면 왜곡된 소득분배와 열악한 사회지표는 뚜렷하다. 경제는 풍부한 주요 재료의 추출에 크게 의존하고 있다. 석유 다음으로 목재와 망간 채굴이 다른 주요 분야이다. 가봉은 석유, 목재, 망간 및 우라늄 수출에 대한 가격 변동을 계속 겪고 있다. 외국인과 가봉의 관측통들은 가봉 경제의 주요 자재들의 변혁이 부족하다고 지속적으로 한탄해 왔다. 지금까지 다양한 요인들이 더 다양화를 방해해 왔다. 즉, 100만 인구의 소규모 시장, 프랑스 수입 의존도, 지역 시장에서의 자본화 능력 부족, 가봉 주민들의 기업가적 열의 부족, 그리고 꽤 규칙적인 석유 "임대" 흐름이다. 소규모 가공 및 서비스 부문은 소수의 저명한 국내 투자자들에 의해 대부분 지배되고 있다.

## 축산업
최근 세네갈에서 가축 프로젝트에 내성이 있는 소가 수입되고 있지만, 가축 사육은 체체 파리의 존재에 의해 제한된다. 2005년에는 212,000마리의 돼지, 195,000마리의 양, 90,000마리의 염소, 35,000마리의 소, 그리고 310만 마리의 닭이 있었다. 육류 수입에 대한 가봉의 의존도를 줄이기 위해, 정부는 응구니에주, 냥가주, 그리고 레카비주의 세 목장을 위해 인구가 없는 사바나 지역에 20만 헥타르(49만 에이커)를 남겨두었다. 그러나 현재 냉동 수입품은 국내산 쇠고기보다 가격이 4배 낮은 가장 중요한 쇠고기 공급원이다. 가금류 생산은 가봉 소비 수요의 약 절반을 충족시킨다. 일반적으로 연간 가금류 생산량은 3,600톤에 달한다.

## 어업
최근 어업이 개선되고 있지만, 여전히 상대적으로 발달되지 않은 상태이다. 전통적인 낚시가 전체 어획량의 3분의 2를 차지한다. 가봉 해안의 해역에는 많은 양의 물고기가 있다. 가봉 해역은 연간 15,000톤의 참치와 12,000톤의 정어리의 어획량을 지원할 수 있을 것으로 추정된다. 그 어선은 이전에는 주로 리브르빌에 기지를 두고 있었다. 1979년 포르장티에 새로운 어항이 건설되었고, 지금은 산업 함대의 운영의 중심이다. 통조림 공장, 어분 공장, 냉장 보관 시설 등의 계획이 진행 중이다. 2003년의 총 어획량은 44,855톤으로 대서양에서 80%가 나왔다. 국제 협약 및 가봉 법에 따라 배타적 경제 수역은 해안으로부터 320km 떨어진 곳에 있으며, 이는 모든 외국 회사가 정부의 허가 없이 이 지역에서 조업을 할 수 없도록 금지하고 있다. 하지만, 가봉에는 경비정이 없기 때문에, 외국 어선들은 종종 가봉 해역에서 불법적으로 참치를 포획한다.

## 산업
가봉의 산업은 석유, 망간 채굴, 목재 가공에 집중되어 있다. 대부분의 산업 시설은 리브르빌과 포르장티 근처에 있다. 사실상 모든 산업기업들은 1970년대 석유 붐 시기에 정부 보조금으로 설립되었다. 목재와 관련된 우려 사항으로는 포르장티에 있는 베니어 공장 다섯 개와 50년 된 대형 합판 공장 한 곳, 그리고 다른 작은 합판 공장 두 곳이 있다. 다른 산업으로는 섬유공장, 시멘트공장, 화학공장, 양조장, 조선소, 담배공장 등이 있다. 가봉의 제조업은 외국인의 투입물에 크게 의존하고 있으며, 1994년 CFA 프랑이 평가 절하되면서 수입 비용이 크게 올랐다. 비용 증가와 과잉 생산으로 제조업의 경쟁력이 떨어졌고 주로 국내 시장에 공급되고 있다. 정부는 산부인과 기업을 민영화하기 위한 조치를 취해왔다.
가봉 경제는 석유(수출의 80%, GDP의 43%, 국가 수입의 65%를 차지하는 원유)에 의존하고 있기 때문에 전 세계적인 가격 변동에 노출되어 있다. 가봉은 입증된 매장량이 감소하고 생산량도 감소했다는 우려가 있지만 사하라 이남 아프리카에서 세 번째로 큰 원유 생산국이자 수출국이다. 따라서 가봉은 경제를 다변화하고 석유 탐사에 더 많은 노력을 기울이기 위한 조치를 취해왔다. 2014년 하루 24만 배럴(3만8000m3)의 석유 생산량은 1997년 피크보다 35% 줄었다. 가봉의 검증된 석유 매장량은 2015년 약 20억 배럴(320×106m3)로 추정되며 검증된 천연가스 매장량은 28km3(1조 입방피트)로 추산된다.
2012년 가봉은 포르장티에 새로운 정유 공장을 건설하는 계약을 삼성과 체결했다.

## 같이 보기
- 아프리카의 경제
- 유엔 아프리카 경제 위원회